# 佩切尔斯克
佩切尔斯克（羅馬化：Perchersk，直译：“洞穴”），是乌克兰首都基辅市中心的一个历史街区，属于佩切尔斯克区。佩切尔斯克位于利普基山、克洛夫山和第聂伯山之间。主要街道有伊万·马泽帕街、德米特罗·戈登科街和莱西亚-乌克兰卡大道。

## 历史
佩切尔斯克的名称来源于古代基辅洞窟修道院（成立于1051年）的洞窟。居民点于12世纪开始出现，包括村庄周围的地区。在16-17世纪，佩切尔斯克是一座城镇。
旧洞穴城堡（基辅的行政中心）的建造始于18世纪上半叶，30-40年后又修建了新的基辅要塞。
佩切尔斯克的名称现在用作区名、广场名、斜坡名、大道名、街名（已不再使用）。现在佩切尔斯克保留了基辅罗斯时代和后来几个世纪的建筑遗迹。

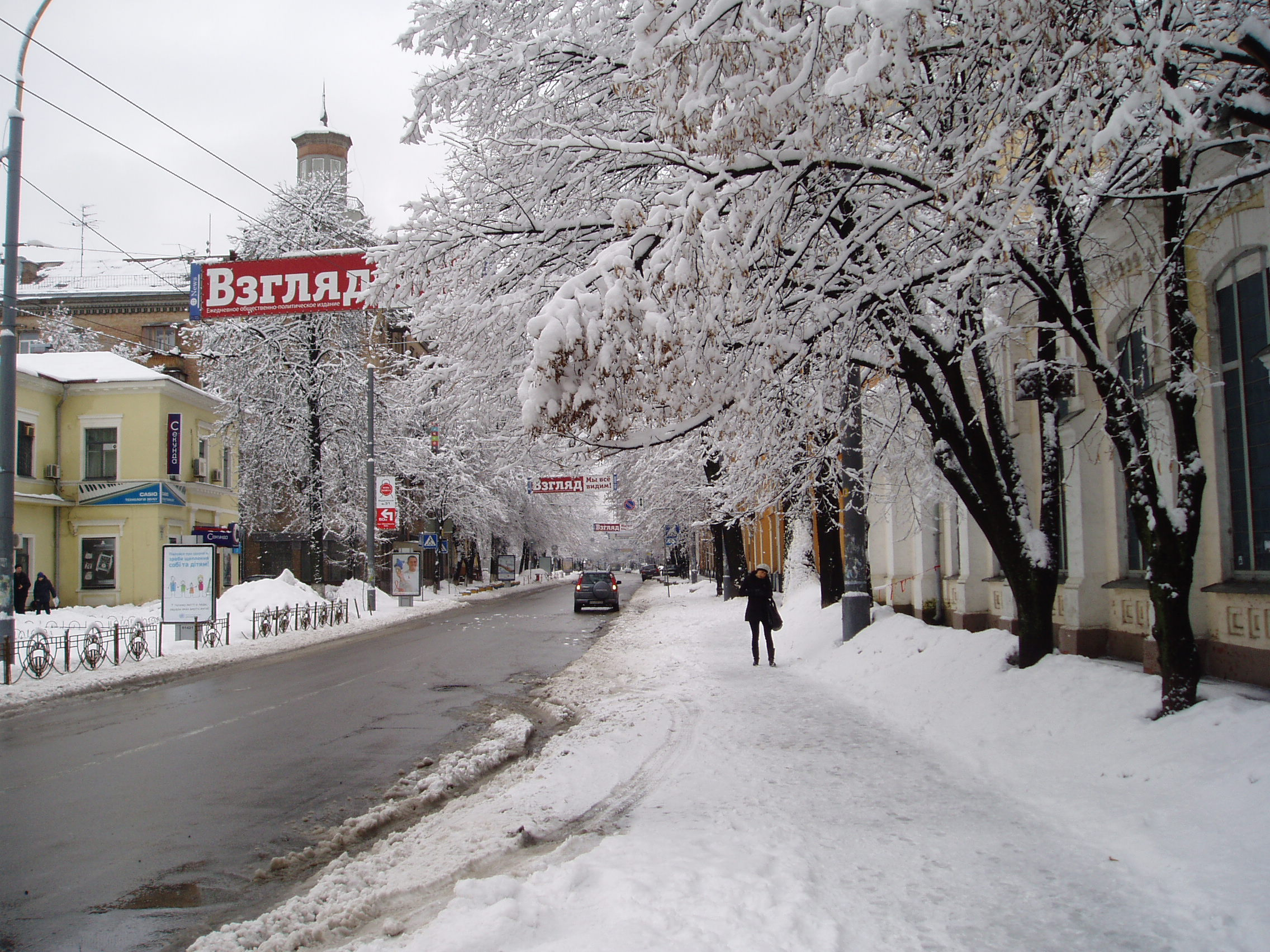
德米特罗·戈登科街